# Sarabamba
Sarabamba è un singolo del rapper italiano Massimo Pericolo, pubblicato il 22 luglio 2022.

## Descrizione
Il brano ha visto la partecipazione del rapper italiano Guè.

## Tracce
Testi di Alessandro Vanetti, Cosimo Fini, Francesco Barbaglia e Norman Whitfield, musiche di Crookers.
1. Sarabamba (feat. Guè) – 4:01